# 李鼎新
李 鼎新（り ていしん）は、清末民初の海軍軍人。（現在の福州市）の人。北京政府では直隷派に属した。字は承梅。

## 事績

### 清末の活動
1881年（光緒7年）、馬尾船政局後学堂第4期駕駛（操舵）班を卒業した。同年、イギリスに留学し、グリーンウィッチ海軍学校で引き続き操舵を学ぶ。また、北海や西インド諸島で実習を重ねている。5年後に帰国して北洋海軍右翼中営遊撃に任命された。1889年（光緒15年）、艦艇「定遠」の署理副管駕に昇進する。3年後、正式に副管駕となった。
日清戦争勃発後、黄海海戦に参戦した際、海軍提督丁汝昌が戦闘中負傷してしまう。そのため、「定遠」管駕劉歩蟾と副管駕李鼎新が、代わりに督戦した。翌年、北洋艦隊が覆滅、清軍が大敗すると、李鼎新は海軍改革の必要性を朝廷に建議した。その後、他の海軍軍官たちとともに一時罷免されてしまう。
1901年（光緒27年）11月、袁世凱が直隷総督兼北洋大臣に就任すると、李鼎新は再任用された。以後、艦艇「海圻」管帯、山海関艦隊副司令を歴任している。1911年（宣統3年）春、海軍部が成立すると、李は海軍正参領の地位を授与され、署理軍法司司長に任じられた。

### 北京政府での活動
中華民国成立後も、そのまま李鼎新は北京政府の海軍部に留まり、参事から海軍参謀長に昇進した。1912年（民国元年）10月、海軍少将の地位を授与された。12月、海軍総司令に昇進し、海軍中将の地位を授与されて、上海に駐留している。翌年、二次革命（第二革命）が勃発すると、袁世凱の命により、上海で蜂起した陳其美の軍を撃破した。この軍功により、8月、海軍上将銜を授与された。
1915年（民国4年）12月上旬、李鼎新に属する艦艇「肇和」が、反袁世凱のために蜂起を計画した。この情報を察知した李鼎新は、これを鎮圧することに成功するが、李はこの事件で袁の不興を買ってしまう。同月、袁が皇帝に即位したにもかかわらず、李は他の海軍軍人たちと異なり、まったく爵位にあずかることはなかった。
これにより、李鼎新は袁世凱に恨みを抱くこととなる。また、海軍軍人の多くも袁に反感を持っていた。そのため護国戦争勃発後は、李は上海の海軍を率いて護国軍に協力している。袁の死後、李は北京政府に戻ろうとする。その頃、国務総理段祺瑞が臨時約法を無視し、国会の復活を阻止しようとしていた。李は再び独立をほのめかすことで、段の意図を挫くことに成功している。

### 海軍総長に昇進
1921年（民国10年）5月、靳雲鵬内閣において、李鼎新は海軍総長に任命された。李は、北京政府内の派閥争いで直隷派の一員となっている。
翌年、福建省で安徽派の徐樹錚の謀略により、直隷派の福建督軍李厚基が兵変で拘束されてしまう事件が起きる。そのため李鼎新は、上海の艦隊を駆使するなどして、福建省を直隷派地盤として防衛しようとする。しかし結局、李厚基は南方政府の許崇智に敗れ、福建を追われた。1924年（民国13年）10月、第2次奉直戦争で直隷派が敗北すると、李は海軍総長の地位を追われる。以後、政界・軍界から完全に引退した。
1930年（民国19年）、上海で病没。享年70。